# Lusen
Le Lusen est une montagne culminant à 1 373 mètres d'altitude dans la forêt de Bavière, contrefort de la forêt de Bohême.

## Géographie
Il se situe dans le parc national de la forêt de Bavière, près de la frontière entre l'Allemagne et la République tchèque, au nord-ouest du Plattenhausenriegel. Dans les environs se trouvent les villages de Waldhäuser, Hohenau et Mauth en Bavière ainsi que Modrava du côté tchèque ; des sentiers de randonnée mènent de tous les villages au sommet.
Déjà sur la plus ancienne carte bavaroise de Johann Turmair datant de 1523, la montagne s'appelle Lusen. Le nom serait selon les recherches récentes celtique, peut-être même d'origine pré-celtique.
Un peu en dessous du sommet s'étend la Steinernes Meer, une mer de pierre, constituée de blocs de granite dispersés sur environ 30 km (à vol d'oiseau) plus au sud-est jusqu'au Bayerischer Plöckenstein, créée par l'érosion glaciaire, en particulier par le gel résultant du quaternaire.
La croix sommitale est construite en 1947 par la jeunesse catholique de Sankt Oswald-Riedlhütte et rénovée en 1992 après un éclair. Le 17 août 2008, dans le cadre d'un service religieux, Mgr Wilhelm Schraml, évêque diocésain, bénit la croix avec la figure du Christ qui y est maintenant attachée, qui est un don de l'évêché de Passau.
La Lusenschutzhaus, construite en 1938, se trouve à quelques mètres seulement du sommet. Il est exploité par l’Association forestière bavaroise, propose un hébergement pour la nuit et est également géré en hiver le week-end. C'est ici que commence la longue piste de luge (sentier d'hiver), raison pour laquelle on a de la peine de grimper même lorsque la neige est haute. Le  sentier dit d'été commence comme le sentier d'hiver à Waldhäuser. La conclusion de cette route est l'escalier en pierre "Himmelsleiter" qui monte très rapidement jusqu'au sommet.
Au nord, 400 mètres en dessous du sommet, se trouve la frontière avec la République tchèque. Au-dessous du sommet se trouve le chemin historique de Bohême en direction de l'ouest qui est une partie du sentier d'or.
Depuis la chute du rideau de fer, les parcs nationaux des deux pays cherchent à ouvrir ce poste frontière. Depuis que la République tchèque a adhéré à l'accord de Schengen le 1er décembre 2007, un franchissement légal de la frontière est théoriquement possible. Cependant, dans la zone centrale du parc national de Sumava, il est interdit d'entrer. Le ministère tchèque de l'Environnement continue de la maintenir sur la base d'avis négatifs sur les effets sur la nature dans le parc national, de sorte que les randonnées transfrontalières dans le Lusental et vers Březník ne sont plus possibles. En septembre 2008, les ministères de l'Environnement de la Bavière et de la République tchèque se mettent d'accord sur une proposition de compromis prévoyant une ouverture du sentier limitée dans le temps et une visite guidée beaucoup plus longue autour de la région où habite le Grand Tétras. À titre de compensation, une partie de la frontière sera fermée pendant deux ans. Depuis le 15 juillet 2009, le nouveau passage frontalier du Klein Spitzberg pour les randonneurs est ouvert.

## Écologie
Jusqu'au milieu des années 1990, les pentes du Lusen sont recouvertes par la forêt ombragée mixte ou de conifères. À partir de 1995, en raison de la chaleur inhabituelle, de nombreuses parties de la vieille forêt d'épicéas sont victimes des Scolytinae. Dans la région du Lusen et au nord, sur une superficie d’environ 4 000 hectares, les dommages sont forts. Suivant la philosophie des parcs nationaux, aucune mesure de défense chimique ou biologique n'est prise. Depuis le sommet, on peut voir que les conifères morts dominent encore. L'administration du parc national décide de ne pas retirer le bois mort de la zone touchée. À l'abri des arbres morts, une nouvelle forêt est déjà en train de devenir une "forêt sauvage" unique en Europe. La nouvelle forêt naturelle et riche en arbres devrait être écologiquement bien supérieure aux forêts à bois monotones habituelles.